# Ficus drupacea

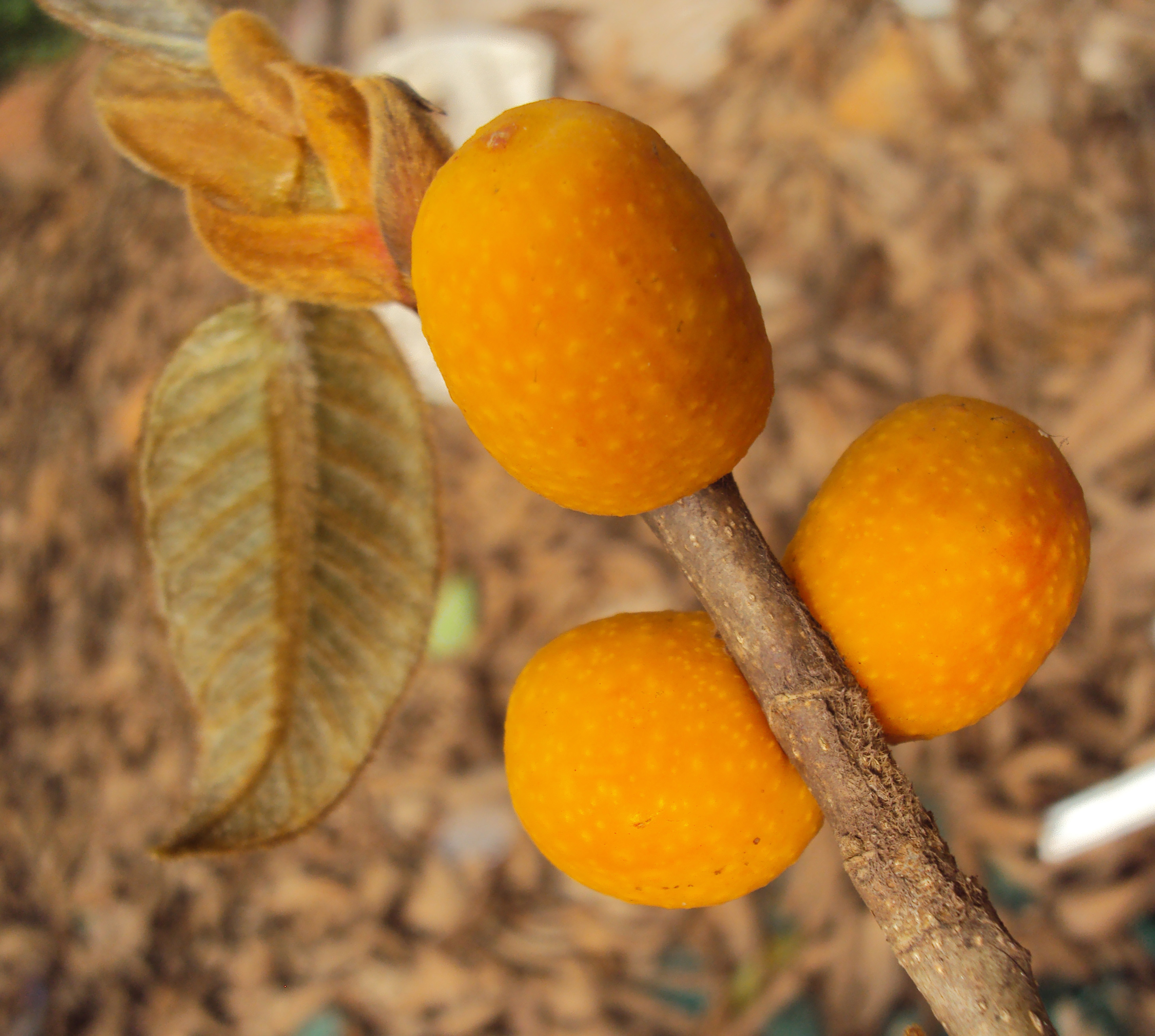
Fruto

El ficus drupacea, también llamado ficus mysorensis, ficus payapa o higuera de Mysore, es un árbol que pertenece a  la familia de las moráceas, género ficus. Es nativo de China, India, Indochina, Nepal, Filipinas  y noreste de Australia. Fuera de sus regiones de origen se puede encontrar como árbol ornamental en parques y jardines de muchos lugares, incluido España, aunque no es una especie muy usual. 

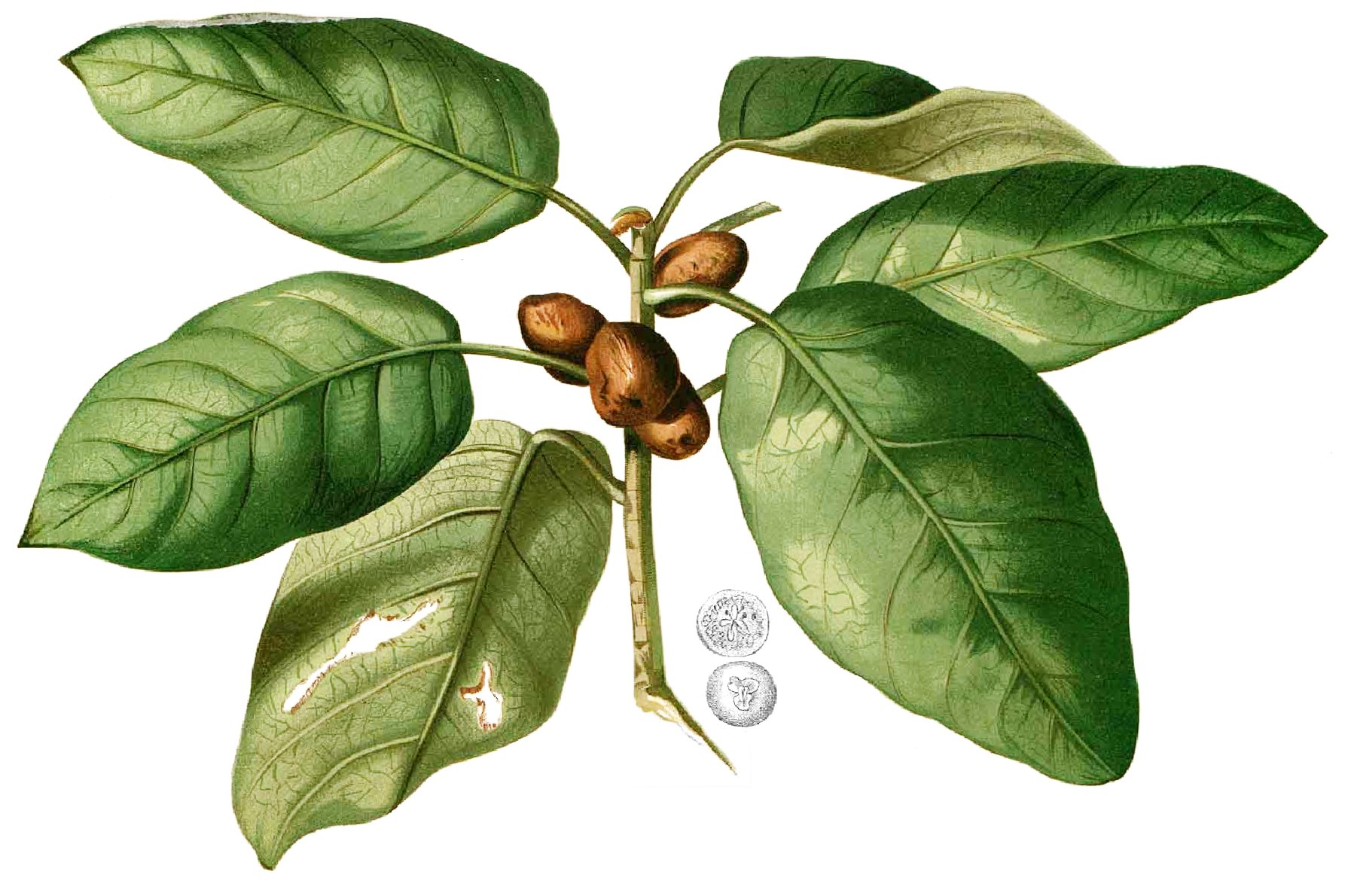
Ilustración

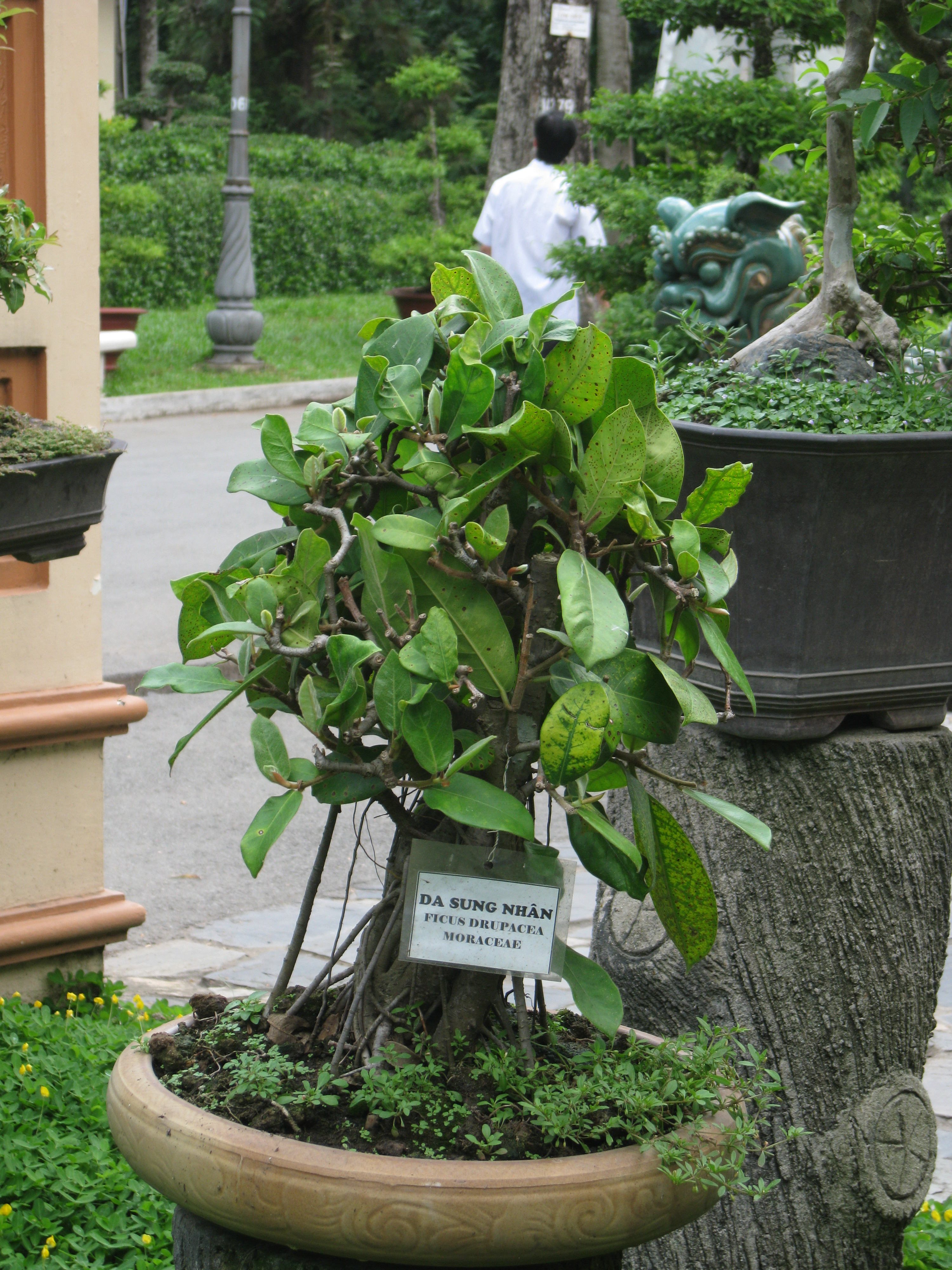
Planta joven

## Descripción
Es un árbol siempre verde con hojas perennes y coriáceas que permanecen durante todo el año. Puede llegar a los 15 metros de altura, no presenta apenas raíces aéreas a diferencia de otras especies de ficus. La corteza tiene un tono grisáceo claro y es de superficie lisa.

### Hojas
Las hojas son grandes de 10 - 20 cm de largo y 4 - 8 cm de ancho, tienen forma obovada o elíptica y terminan bruscamente en un ápice acuminado de menos de un cm de longitud, mientras que la base es redondeada o subcordada. Poseen entre 12 y 15 pares de nervios prominentes sobre todo en el envés.  El peciolo mide entre 1 y 4.5 cm de largo.

### Fruto
Los frutos que se llaman siconos como en todos los ficus, se disponen solitarios o por pares en las axilas de las hojas, no en forma de racimos, son sésiles, es decir carecen de pedúnculo que si está presente en otras especies. Pueden medir hasta 4.3 x 2.5 cm, son glabros y de color anaranjado que va convirtiéndose en púrpura oscuro cuando maduran.

## Propiedades
En la medicina tradicional se usa como tónico y astringente en diabetes, disentería y hemorragias.

## Taxonomía
Fue descrito para la ciencia por el botánico Carl Peter Thunberg, discípulo de Linneo, en su obra Ficus genus, dissertatione botanica (1786).
Variedades
- Variedad pubescens.[5]
- Variedad subrepanda.

Etimología
Ficus: nombre genérico que se deriva del nombre dado en latín al higo.
drupacea: epíteto latino que significa "con drupa".
Sinonimia
- Ficus auranticarpa Elmer
- Ficus chrysochlamys K.Schum. & Lauterb.
- Ficus chrysocoma Blume
- Ficus citrifolia Willd.
- Ficus ellipsoidea F.Muell. ex Benth.
- Ficus gonia Buch.-Ham.
- Ficus indica L.
- Ficus mysorensis B.Heyne ex Roth
- Ficus mysorensis Roth ex Roem. & Schult.
- Ficus mysorensis var. dasycarpa (Miq.) M.F.Barrett
- Ficus mysorensis f. parvifolia Miq.
- Ficus mysorensis var. pubescens Roth ex Roem. & Schult.
- Ficus mysorensis var. subrepanda Wall. ex King
- Ficus payapa Blanco
- Ficus pilosa Reinw. ex Blume
- Ficus pilosa var. chrysocoma (Blume) King
- Ficus rupestris Buch.-Ham.
- Ficus subrepanda (Wall. ex King) King
- Ficus vidaliana Warb.
- Urostigma bicorne Miq.
- Urostigma chrysotrix Miq.
- Urostigma dasycarpum Miq.
- Urostigma drupaceum Miq.
- Urostigma mysorense Miq.
- Urostigma subcuspidatum Miq.[8]

## Nombres comunes
- árbol de raíz (Filipinas), higuera de la India, higuerón del Perú.[9]